# Équipe d'Albanie féminine de volley-ball
L'équipe d'Albanie féminine de volley-ball est composée des meilleures joueuses albanaises sélectionnées par la Fédération albanaise de volley-ball (en albanais : Federata Shqiptare e Volejbollit). Elle est actuellement classée au 71e rang de la Fédération internationale de volley-ball au 10 juillet 2022.
En 1991, elle participe pour la première fois au Championnat d'Europe où elle termine 11e; sa seule participation à ce jour.
En 2016, elle dispute pour la première fois la Ligue européenne.

## Palmarès et parcours

### Palmarès
- Jeux méditerranéens
  -  (1987)